# Octavio Colmenares
Octavio Jibrán Colmenares Fayad (Ciudad de México, México, 19 de agosto de 1989) es un futbolista mexicano.

## Trayectoria
Octavio comenzó su carrera futbolística con la Universidad de Chile, debutando con este equipo el 21 de mayo de 2009 en la derrota de su equipo por 3-2 ante el Cobresal.
Luego de la salida de Sergio Markarián del equipo, José Basualdo tomó su puesto. Sin embargo, debido a que el equipo iba a disputar la Copa Libertadores, Basualdo le dijo a Octavio que no iba a ocupar una plaza de extranjero en un guardameta y que prefería ocuparla en otra posición, por lo que le dio a Octavio la opción de nacionalizarse chileno o de buscar otro equipo. Octavio prefirió abandonar a la Universidad de Chile en enero de 2010, uniéndose al Club Universidad Nacional de México. Octavio estuvo a prueba en las diferentes categorías inferiores del equipo, tales como el Pumas Morelos y el equipo Sub-20. Octavio impresionó de tal forma que Pumas Morelos equipo filial) no tardó en contratarlo, teniendo la oportunidad de entrenar con el primer equipo.

## Clubes
| Club                 | País   | Año       |
| -------------------- | ------ | --------- |
| Universidad de Chile | Chile  | 2008-2009 |
| Pumas Morelos        | México | 2010-2012 |
| Barnechea            | Chile  | 2013      |
| Mastercard FC        | México | 2018      |

## Títulos

### Torneos nacionales
| Título                            | Club                 | País   | Año    |
| --------------------------------- | -------------------- | ------ | ------ |
| Primera División                  | Universidad de Chile | Chile  | 2009-A |
| Primera División Cityfut Condechi | MC México            | México | 2018   |